# Наконечный, Анатолий Гаврилович
Анатолий Гаврилович Наконечный (1915—1945) — гвардии майор Рабоче-крестьянской Красной Армии, участник Великой Отечественной и советско-японской войн, Герой Советского Союза (1945).

## Биография
Анатолий Наконечный родился 6 июня 1915 года уроженец  села Носовцы  Гайсинского уезда  Подольской губернии Российской империи (ныне — Гайсинский район Винницкой области Украины). После окончания Белоцерковского сельскохозяйственного института работал агрономом на сахарозаводе. В январе 1941 года Наконечный был призван на службу в Рабоче-крестьянскую Красную Армию. С июля 1943 года — на фронтах Великой Отечественной войны.
Участвовал в боях советско-японской войны, будучи начальником штаба 212-го гвардейского гаубичного артиллерийского полка 8-й гвардейской гаубичной артиллерийской бригады 3-й гвардейской артиллерийской дивизии 5-го артиллерийского корпуса прорыва 39-й армии Забайкальского фронта. 14 августа 1945 года Наконечный в составе разведгруппы наткнулся на крупные японские силы и организовал круговую оборону. В бою он получил тяжёлое ранение, но продолжал сражаться. Умер от полученных ранений в тот же день. Первичное место захоронение Маньчжурия, станция Дэбосы,  в Китае, позднее перезахоронен в Чите.
Указом Президиума Верховного Совета СССР от 8 сентября 1945 года за «образцовое выполнение боевых заданий командования на фронте борьбы с японскими милитаристами и проявленные при этом мужество и героизм» гвардии майор Анатолий Наконечный посмертно был удостоен высокого звания Героя Советского Союза. Также был награждён орденами Ленина, Отечественной войны 1-й степени и Красной Звезды.
В честь Наконечного названы улицы в Ладыжине, почётным гражданином которого он является, и  Тростянце.

## Документы
- Информация из приказа об исключении из списков. ОБД Мемориал.
- Информация из донесения о безвозвратных потерях. ОБД Мемориал. Дата обращения: (с. Косовцы опечатка, читать с.Носовцы).
- Именной список .Маньчжурия, ст. Дэбосы, коорд. X-50710, Y-74350. ОБД Мемориал.
- Именной список Читинская обл., г. Чита. ОБД Мемориал.